# Mu1 Gruis
Pour les articles homonymes, voir Mu Gruis.
Désignations
Mu1 Gruis (en abrégé μ1 Gru) est une étoile binaire de la constellation australe de la Grue. Elle est visible à l'œil nu avec une magnitude apparente combinée de 4,79. Le système présente une parallaxe annuelle de 11,44 mas mesurée par le satellite Hipparcos, ce qui permet d'en déduire qu'il est distant d'environ ∼ 275 a.l. (∼ 84,3 pc) de la Terre. Il s'en rapproche à une vitesse radiale héliocentrique d'environ −5 km/s.
Les deux étoiles de Mu1 Gruis orbitent l'une autour de l'autre selon une période de 19 ans et avec une excentricité de 0,56. Sa composante primaire, désignée Mu1 Gruis A, est une étoile géante jaune évoluée de type spectral G8 III et de magnitude visuelle 5,20. Ayant épuisé les réserves en hydrogène de son noyau, l'étoile s'est étendue et refroidie ; ainsi son rayon est environ neuf fois plus grand que le rayon solaire, elle est 67 fois plus lumineuse que le Soleil et sa température de surface est de 5 422 K.
La composante secondaire, Mu1 Gruis B, est d'une magnitude de 6,68 et elle est classée comme une étoile de type G. Cependant son indice de couleur et sa magnitude absolue suggèrent qu'elle est de type A6.